# گانگ دونگ وون
گانگ دونگ وون (کره‌ای: 강동원؛ انگلیسی: Gang Dong-won، زادهٔ ۱۸ ژانویه ۱۹۸۱) بازیگر اهل کره جنوبی است. از فیلم‌ها یا مجموعه‌های تلویزیونی که وی در آن نقش داشته‌است می‌توان به پنجشنبه فرمان، سایه مرگ، خواب طلایی، ۱۹۸۷: وقتی روز فرا می‌رسد، ایلانگ: تشکیلات گرگ و شبه‌جزیره اشاره کرد.